# Simoncelli (merk)
Simoncelli is een historisch Italiaans merk van motorfietsen, vernoemd naar de oprichter, Giacinto Simoncelli, Verona (1927-1935).
Simoncelli begon de motorfietsproductie met 172 cc-modellen met Train- tweetaktmotoren. Latere modellen hadden 173 cc JAP-zij- en kopklepmotoren. Vanaf 1934 hadden de luxe-modellen achtervering.